# Sigi Schwab

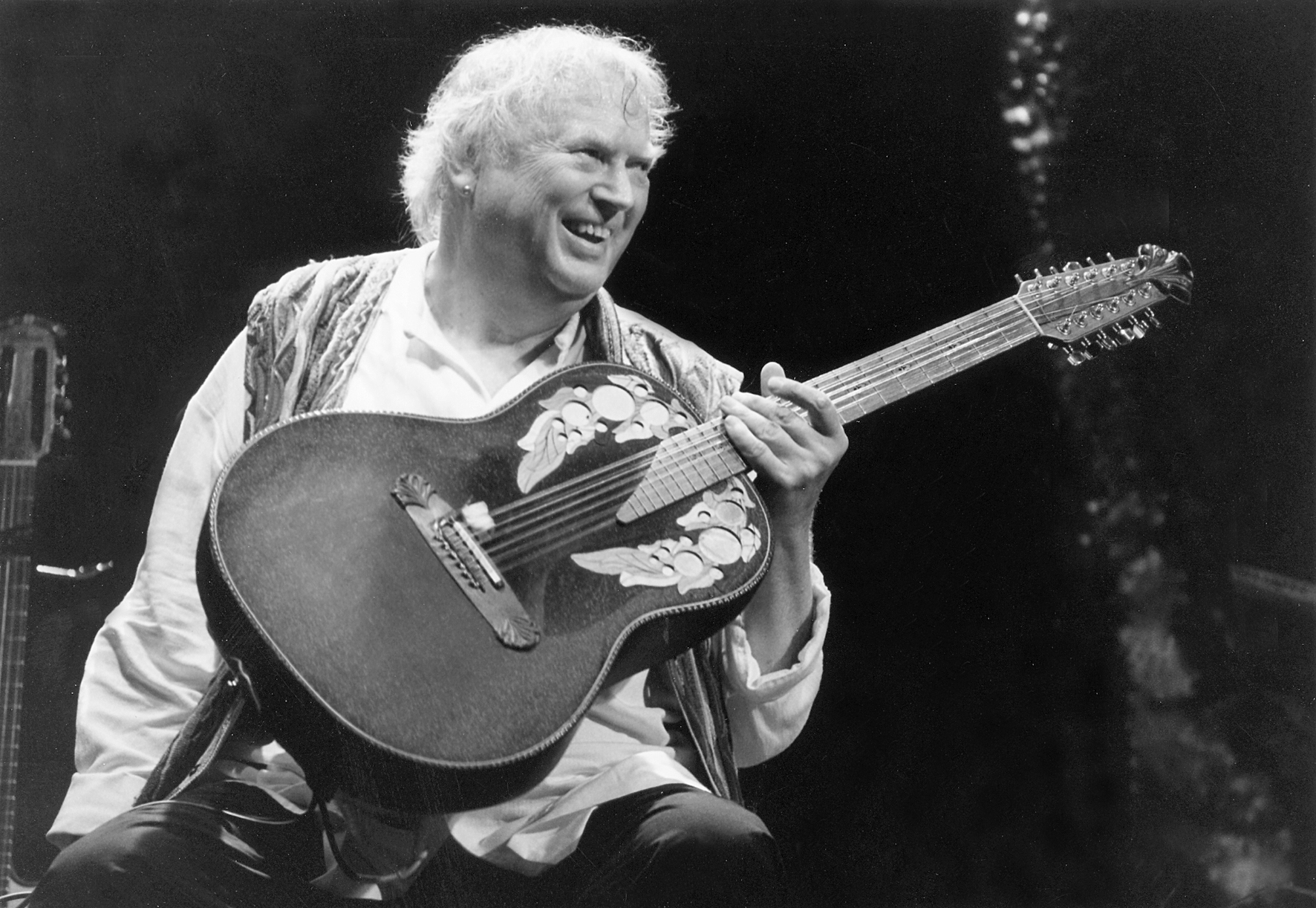
Sigi Schwab (2010)

Siegfried „Sigi“ Schwab (* 5. August 1940 in Ludwigshafen am Rhein; † 11. Januar 2024 in München) war ein deutscher Gitarrist und Komponist.
Er spielte Jazz, Rock, Klassik und Weltmusik; als Studiomusiker hat er über 15.000 Stücke eingespielt.

## Leben und Wirken
Schon während seines Gitarren- und Kontrabassstudiums an der Musikhochschule Mannheim war Siegfried Schwab in verschiedenen lokalen Musikszenen aktiv, etwa in der noch jungen Rockszene (gemeinsam mit seinem Schüler Hans Reffert) und in der Mannheim-Heidelberger Jazzszene, gemeinsam mit dem Bassisten Wolfgang Wagner, dem Drummer Horst Seidelmann und dem Pianisten und Komponisten Wolfgang Lauth.
1965 wurde Schwab von der RIAS Big Band Berlin als Gitarrist engagiert; im selben Jahr begann er, als Studiomusiker zu arbeiten, zunächst in Berlin, später in ganz Deutschland. Im Verlauf seiner zwanzigjährigen Studiophase spielte er über 15.000 Einzeltitel ein. Schwab wirkte auch als Gast in den Bands von Erwin Lehn (SWF), Kurt Edelhagen (WDR) und Peter Herbolzheimer sowie bei Klaus Doldinger mit. Weitere Musizierpartner in dieser Phase waren George Shearing, The Singers Unlimited, Benny Bailey, Art Farmer, Charlie Mariano, Claus Ogerman, Nelson Riddle, Eddie Gomez, Michael Gibbs, Astor Piazzolla und Luiz Bonfá sowie die klassischen Sänger Hermann Prey, Bernd Weikl und Felicia Weathers. Von Robert Stolz lernte er, wie man den Wiener Walzer richtig begleitet. Um die Präzisionsarbeit des Studiomusikers mit spontaneren künstlerischen Tätigkeiten auszutarieren, suchte er ab 1969 zunehmend den Kontakt zu Musikern wie Wolfgang Dauner und Eberhard Weber, später zur Band Embryo, zu Chris Hinze und Peter Trunk.
Zu sehen war er im TV vor allem in Bayern, als Bühnenpartner des damals sehr populären „Bluesbarden und Isarindianers“ Willy Michl, mehrfach bis ca. 1980.
Daneben komponierte Schwab Fernseh-, Film- und Bühnenmusiken. Seine zusammen mit Manfred Hübler im Berlin der späten 1960er Jahre produzierten LPs Psychedelic Dance Party und Sexadelic dienten 1971 als Musik der Jesus-Franco-Filme Der Teufel kam aus Akasava, Vampyros Lesbos – Erbin des Dracula und Sie tötete in Ekstase. 1995 wurden die beiden Platten auf einer CD zusammengeführt; 1997 fand der Titel The Lions & The Cucumber in Quentin Tarantinos Film Jackie Brown Verwendung; 2006 wurde die Mehrzahl der Tracks auf Vampyros Lesbos – Sexadelic Dance Party wiederveröffentlicht. Originalmusiken schrieb Schwab unter anderem für den Kinofilm Ein Wintermärchen (1971), den Fernsehfilm Das Fräulein von Scuderi (1976), den Tatort Das Mädchen am Klavier (1977) und den Fernsehfilm Tränen im Kakao (1982), für die ZDF-Weihnachtsserie über die Balletttänzerin Anna (1987), für deren Kino-Fortsetzung Anna – Der Film (1988) und für zwei weitere ZDF-Weihnachtsserien: Laura und Luis (1989) und Clara (1993). Der 1987 komponierte, von Guillermo Marchena gesungene Titel My Love Is a Tango aus der Fernsehserie Anna entwickelte sich zu einem Nummer-eins-Hit; von den Tantiemen richtete Schwab sich ein eigenes Tonstudio ein, das es ihm ermöglichte, sich von jeglichen Produktionszwängen der Industrie unabhängig zu machen. Bekannt wurde der Musiker auch durch zwei einstündige ZDF-Portraits mit Live-Beiträgen im Duo mit Chris Hinze, Peter Horton, Marcio Montarroyos, im Quartett mit Charlie Mariano, Eberhard Weber und John Marshall sowie zwei Folgen der SF-Sendereihe Jazz-In mit Márcio Montarroyos (Trompete/Flügelhorn), Mark Egan (Bass), Freddie Santiago (Perkussion) und Guillermo Marchena (Gesang und Perkussion). Der NDR produzierte mit ihm sechs Improvisations-Workshops, der BR sechs Blues-Workshops.
Ab 1980 folgten verstärkt Konzerte im Diabelli-Trio (Wiener Klassik), im Duo Guitarissimo (mit dem Gitarristen Peter Horton) und mit der Percussion Academia (Guillermo Marchena und Freddie Santiago). Nach dem frühen Tode Marchenas bildete Sigi Schwab gemeinsam mit Andreas Keller und Ramesh Shotham das Percussion Project; in jüngerer Zeit führen Schwab und Shotham einen interkulturellen Dialog im Duo Mandala. Schwab arbeitete auch in neuerer Zeit mit zahlreichen namhaften Schauspielern in literarisch-musikalischen Live-Acts zusammen, darunter Cornelia Froboess, Nicole Heesters, Suzanne von Borsody, Johanna von Koczian, Michaela May, Thekla Carola Wied, Charles Brauer, Christian Wolff, Ernst Stankovski, Werner Schneyder, Christian Quadflieg, Mario Freivogel, Peter Fricke und Jochen Striebeck. Seit 2011 arbeiteten Sigi Schwab und Peter Horton mit dem Schlagzeuger Andreas Keller und dem Bassisten Thomas Müller unter dem Bandnamen Guitarissimo XL zusammen. Seit 2015 spielte er in der Formation Camerata Bavarese mit Klaus Hampl an der Klarinette und einer Rhythmusgruppe. Die neue Formation verwendete Harmoniemodelle aus der Renaissance und des Barock als Grundlage für ihre Improvisationen.
Sigi Schwab verstarb im Januar 2024 in München. Er wurde 83 Jahre alt. Sein Nachlass soll in eine Stiftung zur Förderung von Musik und Kunst überführt werden.

## Preise und Auszeichnungen
1987 erhielt Sigi Schwab als erster Europäer den Ovation Award – dieser Preis war zuvor an Larry Coryell und Al Di Meola gegangen. 2000 wurde er von der Stadt Ludwigshafen am Rhein mit der Pfalzsäule ausgezeichnet, 2003 vom Land Rheinland-Pfalz mit der Peter-Cornelius-Plakette. 2008 erhielt er den Kulturpreis der Bayerischen Landesstiftung. 2013 wurde ihm auch der Bayerische Kulturpreis verliehen.

## Diskografie
- 1967: The Fabulous Guitar (Philips)
- 1970: Wolfgang Dauner Et Cetera (Global)
- 1978: Peter Horton & Sigi Schwab Guitarissimo (Nature)
- 1980: Peter Horton & Sigi Schwab Guitarissimo Confiança (Nature)
- 1980: Chris Hinze & Sigi Schwab Live at the North Sea Festival (Keytone)
- 1982: Diabelli Trio Hofkonzert (Melos)
- 1983: Sigi Schwab & Percussion Academia Rondo a tre (Melos)
- 1985: Sigi Schwab & Percussion Academia Silversand (Melos)
- 1995: Sigi Schwab & Percussion Project Mandala (Melos)
- 2000: Sigi Schwab & Percussion Project Session 2000 (Melos)
- 2009: Sigi Schwab & Ramesh Shotham On Stage (Melos)
- 2014: Peter Horton & Sigi Schwab Guitarissimo XL (Solo Musica)

## Notenveröffentlichungen
1970er Jahre
- Solo ad lib. Ein Album für Instrumentalisten, die improvisieren wollen. Heros Musikverlag, Frankfurt am Main 1975.
- Folk Picking für Finger-Style Guitar (Gitarrenschule in 3 Bänden). Heros Musikverlag, Frankfurt am Main 1976.
- Guitar Special – Capriccios, Divertimenti, Miniaturen (Bearbeitungen für Gitarre). Melos Musik Verlag, Ludwigshafen 1978.

1980er Jahre
- Guitar Special – 12 Ländler für Gitarre. Melos Musik Verlag, München 1980.
- Folk Concerto für Gitarre. Heros Musikverlag, Frankfurt am Main 1981.
- Guitarissimo (Bearbeitungen und Originalkompositionen für 2 Gitarren). Melos Musik Verlag, München 1981.
- Sigi Schwab’s Workshop Improvisation. Melos Musik Verlag, München 1985.
- Ladakh für Gitarre. Melos Musik Verlag, München 1986.
- My Love is a Tango (aus der Fernsehserie Anna) für Gesang, Klavier und Gitarre. Melos Musik Verlag, München 1987.
- Anna’s Theme (aus der Fernsehserie Anna) für Klavier und Gitarre. Melos Musik Verlag, München 1987.
- Children of Love (aus der Fernsehserie Laura und Luis) für Gesang, Klavier und Gitarre. Melos Musik Verlag, München 1989.

1990er Jahre
- Guitar Favourites (Bearbeitungen und Originalkompositionen für Gitarre). Schott Music, Mainz 1992.
- Barbara Heller: Lalai, bearbeitet für Sprecherin, Flöte, Viola, Gitarre und Percussion. Schott Music, Mainz 1999.

2000er Jahre
- Joseph Lanner: Aufforderung zum Tanze Op. 7, Trennungswalzer Op. 19, bearbeitet für Flöte, Viola und Gitarre. Universal Edition, Wien 2001.
- Astor Piazzolla: Amelitango, Isaac Albéniz: Tango, Herman Impertro: Bailando a dos, bearbeitet für Flöte, Viola und Gitarre. Universal Edition, Wien 2001.
- Scott Joplin: Kismet Rag, bearbeitet für Flöte, Klarinette und Gitarre. Melos Musik Verlag, München 2002.
- George Gershwin Prelude Nr. 1, bearbeitet für Flöte, Viola und Gitarre. Melos Musik Verlag, München 2002.
- George Gershwin: Prelude Nr. 3, bearbeitet für Flöte, Viola und Gitarre. Melos Musik Verlag, München 2002.
- Blue Moments for Gershwin für Altflöte, Viola und Gitarre. Melos Musik Verlag, München 2006.
- George Gershwin: Prelude Nr. 2, bearbeitet für Flöte, Viola und Gitarre. Melos Musik Verlag, München 2008.
- Ernesto Nazareth: Confidencias, bearbeitet für Flöte, Klarinette (Viola) und Gitarre. Schott Music, Mainz 2008.
- Ernesto Nazareth: 3 Tangos, bearbeitet für Flöte, Klarinette (Viola) und Gitarre. Schott Music, Mainz 2008.
- Wolfgang Amadeus Mozart: Divertimento KV 439b Nr. 3, bearbeitet für Flöte, Klarinette (Englischhorn, Viola) und Gitarre. Schott Music, Mainz 2009.

2010er Jahre
- Belo Horizonte – 10 Vortragsstücke für Gitarre (gemeinsam mit Andreas Knoblich). Schott Music, Mainz 2012.
- Chaconne für Gitarre. Schott Music, Mainz 2012.
- Wolfgang Amadeus Mozart: Divertimento KV 439b Nr. 1, bearbeitet für Flöte, Klarinette (Violine) und Gitarre. Schott Music, Mainz 2013.
- Georges Bizet: Carmen – Opernminiatur, bearbeitet für zwei Melodieinstrumente und Gitarre. Schott Music, Mainz 2013.
- Giuseppe Verdi: La Traviata – Opernminiatur, bearbeitet für zwei Melodieinstrumente und Gitarre. Schott Music, Mainz 2013.
- Johann Adolph Hasse: Sonate Nr. 1, bearbeitet für Flöte und Gitarre. Schott Music, Mainz 2013.
- Emilia Giuliani: Cantilena, bearbeitet für Gesang (Flöte, Oboe, Violine) und Gitarre. Schott Music, Mainz 2013.
- Wolfgang Amadeus Mozart: Divertimento KV 439b Nr. 1, bearbeitet für Flöte, Klarinette (Violine) und Gitarre. Schott Music, Mainz 2013.